# Arases
Arases là một chi bướm ngày thuộc họ Lycaenidae.